# کالو کالمتس
کالو کالمتس (انگلیسی: Kalev Kallemets؛ زادهٔ ۱۷ آوریل ۱۹۷۹) اقتصاددان، سیاستمدار و نماینده سابق مجلس اهل استونی است.